# Estreito da Rainha Carlota

O estreito da Rainha Carlota (em inglês:  Queen Charlotte Strait) situa-se entre a costa nordeste da ilha Vancouver e a costa continental da Colúmbia Britânica no Canadá. Liga a Enseada da Rainha Carlota com o estreito de Johnstone e faz assim parte da Passagem Interior (Inside Passage), a via marítima costeira que permite navegar do sudeste do Alasca até ao estado de Washington evitando as águas difíceis do Oceano Pacífico.

## Origem do topónimo
Em 1786, o comandante do navio de comércio Experiment deu o nome de Queen Charlotte's Sound à parte marítima situada entre as Ilhas da Rainha Carlota e o estreito de Johnstone, em homenagem a Carlota de Mecklemburgo-Strelitz, a rainha consorte de Jorge III, que viria a ser avó da rainha Vitória. Em 1924, a porção situada entre a ilha Vancouver e o continente foi oficialmente chamada de Queen Charlotte Strait, enquanto que o resto das águas entre o norte da ilha Vancouver e as ilhas da Rainha Carlota ficou com o nome de Queen Charlotte Sound.